# 레탈룰레우

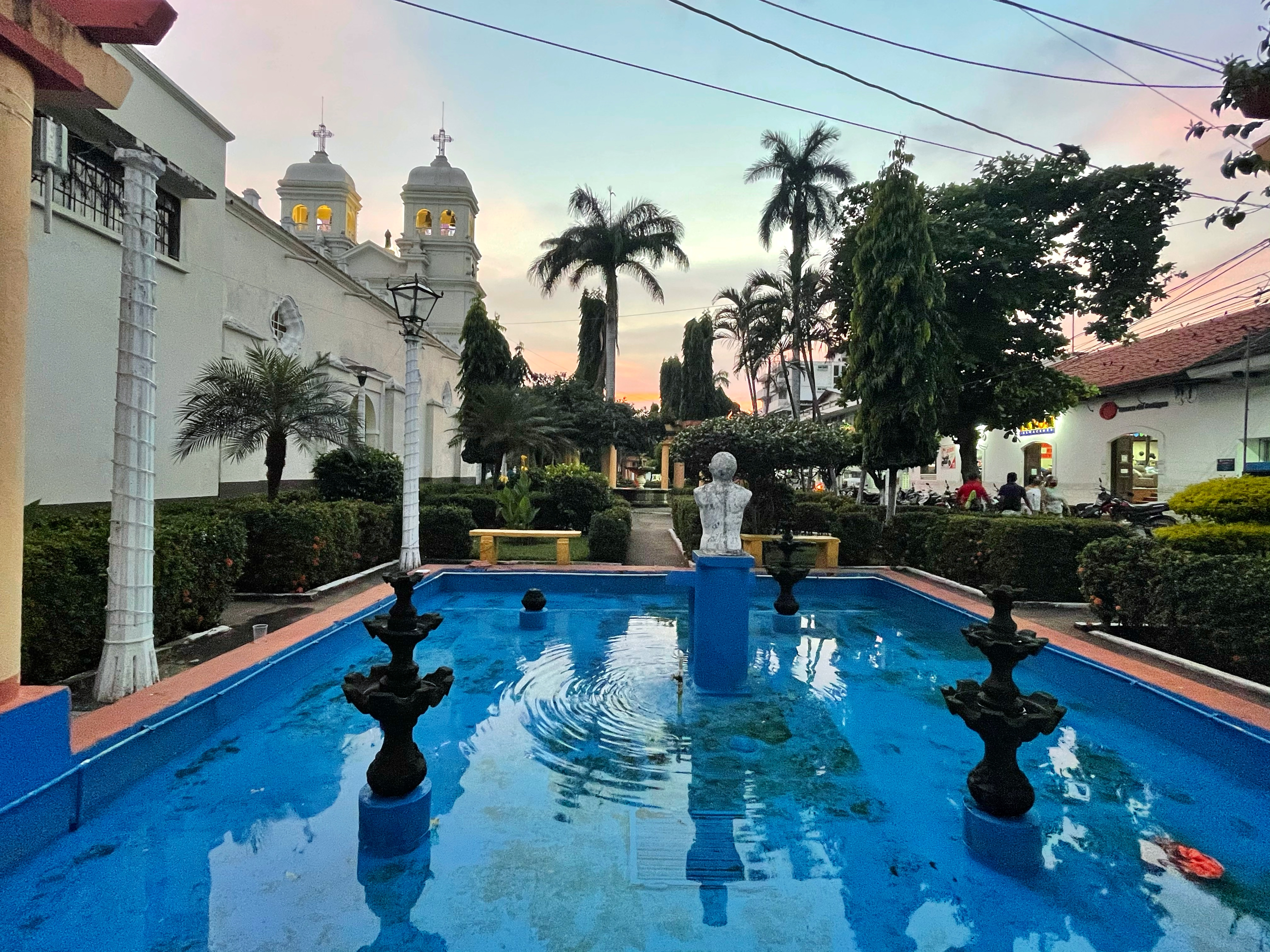

레탈룰레우(스페인어: Retalhuleu)는 과테말라의 도시로 레탈룰레우 주의 주도이며 높이는 239m, 인구는 35,000명(2002년 기준)이다.